# Frosttiefe
Die Frosttiefe beschreibt, wie weit der Frost in den Untergrund aktuell eingedrungen ist. Die Frosteindringtiefe gibt den Wert an, der in einer Region maximal beobachtet wurde. 
Bodentemperaturen im oberflächennahen Bereich werden hauptsächlich von der Lufttemperatur und klimatischen Einflüssen vorgegeben. So ist es in Europa ganz natürlich, dass in der Winterjahreszeit im Boden auch Temperaturen unter dem Gefrierpunkt vorkommen. In Regionen mit monatelangem Frost kann es zu Permafrostboden kommen. 
Im Zusammenhang mit der Frosttiefe  unterscheidet man zwei verschiedene Ursachen für Frostschäden:
- Hebungen infolge von Frost (Volumenszunahme des Bodens)
- Senkungen durch Auftauen des im Boden befindlichen Eises

## Land- und Forstwirtschaft
Das Wasser zwischen den einzelnen Bodenpartikeln gefriert zu Eis. Durch diesen Vorgang vergrößert sich das in den Bodenporen befindliche Wasservolumen um ca. 9 bis 11 Prozent. Da der Boden je nach Bodenart ein Porenvolumen von 25 bis 35 % hat, ist der Einfluss mit einer Veränderung des Bodenvolumens mit 2 bis 4 % einzuschätzen. Nach mehreren Frösten mit verschiedenen Frosttiefen kommt es zur Frostgare des Ackerbodens. Die Frosttiefe hat auch Einfluss auf die im Boden lagernden Samen und bezüglich Stratifikation und Vernalisation. 
Kommt es über eine längere Periode zu Bodenfrost mit wenigen cm Frosttiefe kommt es bei Winterkulturen zu Wurzelabrissen, da sich die gefrorene Krumenschicht hebt und senkt. Kommt es zu einer großen Frosttiefe besteht das Risiko der Frosttrocknis. Sowohl niedrige als auch hohe Frosttiefen können zur Auswinterung von landwirtschaftlichen Kulturen führen.
Die Frosteindringtiefe gibt die maximale senkrechte Tiefe an, zu der während längerer Frostperioden der Erdboden gefriert und der Bodenfrost vordringt.
Diese Tiefe ist abhängig von der Lufttemperatur über dem Boden, der Sonneneinstrahlung und der Albedo des Bodens, der Bedeckung mit Schnee und insbesondere von der Wärmeleitfähigkeit des Bodens selbst, die je nach Bestandteilen, Porosität und Wassergehalt stark schwankt.
Die über eine längere Zeitperiode beobachtete Frosteindringtiefe ist für die Auswahl der Pflanzenbau- und Forstkulturen entscheidend. In Regionen mit hoher Frosteindringtiefe werden die Pflanzen entsprechend der bekannten Frosthärte ausgewählt. Ein pflanzenbaulicher Sonderfall stellt der Permafrostboden dar, der auch im Sommer nur an der Geländeoberfläche auftaut und die Frosteindringtiefe weiterhin bestehen bleibt.

## Straßenbau
Im Bauwesen, insbesondere im Straßenbau müssen Anlagen eine wasserdurchlässige Frostschutzschicht aus Kies enthalten, in der im Boden enthaltenes Wasser abfließen kann. Gefrierendes Wasser führt zu Eislinsen und als Folge zur Bildung von Schlaglöchern.
Die Erfahrungswerte des Bauwesens für die Frostgrenze in Mitteleuropa liegen zwischen etwa 120 cm (Grenzsteine in Österreich) und 60 cm (stark beanspruchte Straßen in Norddeutschland). Deutschland ist anhand der Klimabedingungen in drei Frostzonen geteilt, die auf den Straßenbau Einfluss nehmen.
Bei einem durchschnittlichen Winterhalbjahr hängt die für den Straßenbau relevante Frosteindringtiefe hauptsächlich von der Wärmeleitfähigkeit des Straßenaufbaus und des anstehenden Bodens ab. Für mittelstrenge Kälteperioden gibt die Faustformel {\displaystyle z_{F}=15{,}6\cdot FI^{0{,}3}} einen guten Richtwert, wobei {\displaystyle FI} der Frostindex ist (grob gesagt die aufsummierten Kältegrade der betr. Tage). Nimmt man sie mit 500 an (500 °C·Tag), ergeben sich 100 cm, und mit einem Sicherheits-Aufschlag letztlich die im Straßenbau üblichen 120 cm.
Für weniger beanspruchte Bauwerke oder für Böden mit größerer Wärmekapazität kann dieser Wert auf ½ bis ¾ Meter reduziert werden.

## Bauwerke
Die Volumenzunahme bei der Umwandlung von Wasser zu Eis hat sehr einschneidende Folgen auf Bauwerke. Durch die Vergrößerung des Bodenvolumens kommt es zu so genannten Frosthebungen. Besonders bindige Böden sind für diese Auswirkungen anfällig, da die Poren sehr klein und meist mit Wasser gefüllt sind.
Für die konstruktive Bearbeitung eines Bauwerkes ist es wichtig zu wissen, wie weit der Frost in den Untergrund eindringen kann. Wichtig für die Bestimmung der Frosteindringtiefe ist die zeitliche Verteilung der Oberflächentemperaturen. Zur Beschreibung der Kälteperiode verwendet man den Frostindex, der sich aus der Anzahl der Frosttage multipliziert mit der durchschnittlichen Frosttemperatur zusammensetzt. In erster Näherung kann nun mit Hilfe dieses Frostindex nach Brown die Frosteindringtiefe ermittelt werden. In Deutschland ist die Mindesttiefe für frostfreie Gründungen in der DIN 1054 geregelt. Sie beträgt in dieser Norm mindestens 80 cm, kann aber durch regionale Ergänzungserlasse bzw. meteorologischer Erfahrungswerte noch höher vorgeschrieben sein.
Falls ein Bauwerk nicht tiefer gegründet wird, als die Frosteindringtiefe liegt, kann es zu Frosthebungen kommen, die zu ungleichmäßigen Bewegungen des Bauwerks führen. Diese Bewegungen drücken sich fast immer in der Entstehung von kleineren oder größeren Bauwerksrissen aus.